# Jimmy Thörnfeldt

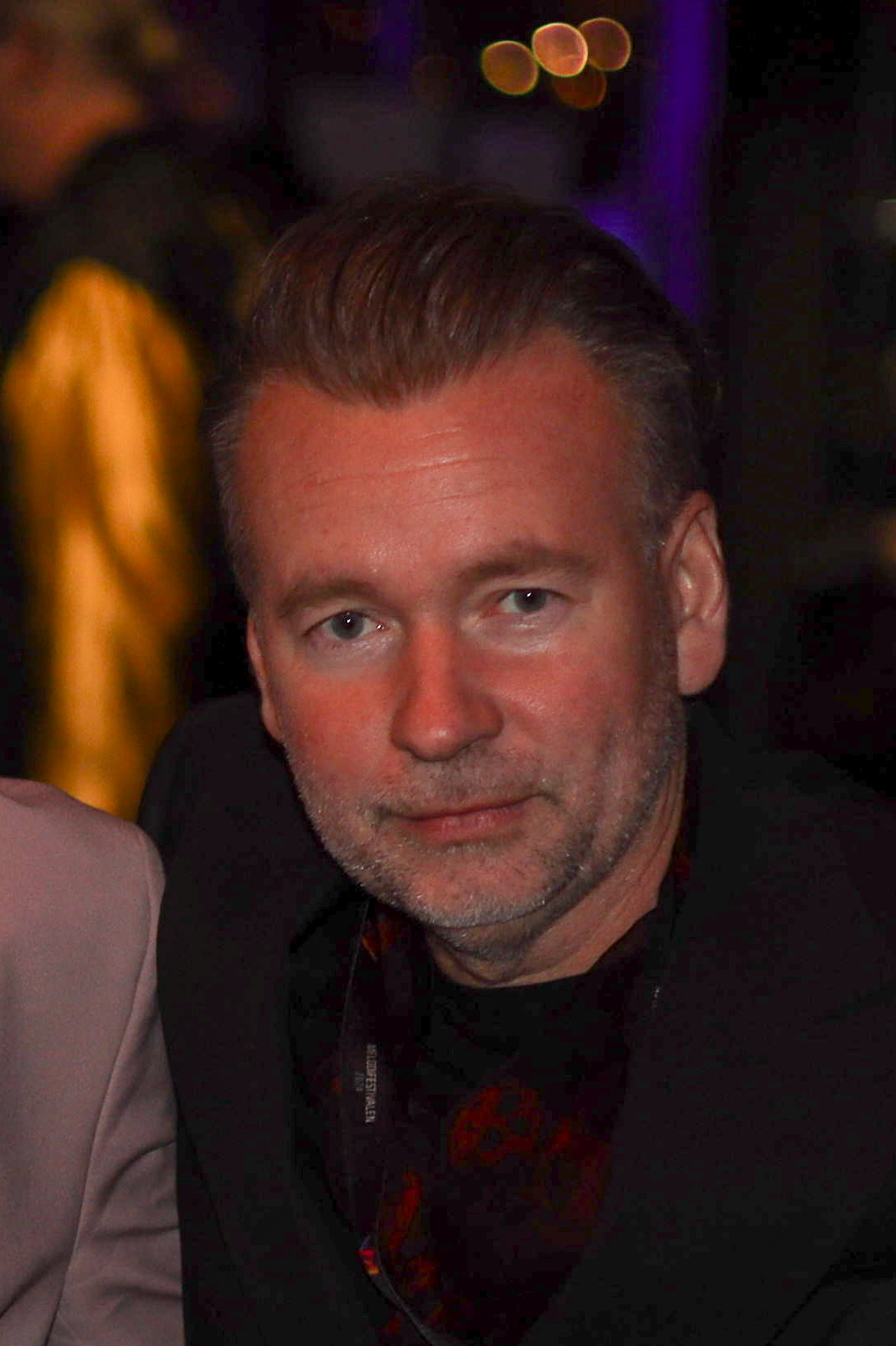
Jimmy Thörnfeldt, 2024

Jimmy „Joker“ Thörnfeldt (* 14. März 1976 in Norrköping, Schweden; bürgerlich Paul Jimmy Thörnfeldt) ist ein schwedischer Songwriter und Musikproduzent. Als Komponist nahm er mehrfach am Melodifestivalen und am Eurovision Song Contest teil.

## Biografie
Jimmy „Joker“  Thörnfeldt ist ein etablierter Name in der internationalen Songwriter-Szene. Er arbeitete bereits mit Weltkünstlern wie One Direction, Jennifer Lopez, Lady Gaga, Pitbull und Enrique Iglesias zusammen. 2016 gewann Pitbulls Album „Dale“, an dem Thörnfeldt als Songwriter und Produzent mitwirkte, einen amerikanischen Grammy in der Kategorie „Best Latin Rock or Alternative Album“.
Seit 2021 ist Thörnfeldt an mehreren Beiträgen zum schwedischen Vorentscheid für den Eurovision Song Contest, dem Melodifestivalen als Songwriter beteiligt. Zudem nimmt er 2024 als Songwriter zum bereits siebten Mal am Eurovision Song Contest teil. Diesen konnte er 2023 als Songwriter von Loreens Song Tattoo gewinnen.

## Titel beim Eurovision Song Contest und Melodifestivalen

### Eurovision Song Contest
- 2021: Tusse: Voices (Schweden, 14. Platz)
- 2021: Elena Tsagrinou: El diablo (Zypern, 16. Platz)
- 2021: Senhit feat. Flo Rida: Adrenalina (San Marino, 22. Platz)
- 2023: Loreen: Tattoo (Schweden, 1. Platz)
- 2023: Andrew Lambrou: Break a Broken Heart (Zypern, 12. Platz)
- 2024: Marcus & Martinus: Unforgettable (Schweden, 9. Platz)
- 2024: Kaleen: We Will Rave (Österreich, 24. Platz)[3]

### Melodifestivalen
- 2021: Tusse: Voices (1. Platz)
- 2021: Eric Saade: Every Minute (2. Platz)
- 2021: Alvaro Estrella: Baila (10. Platz)
- 2022: Medina: In i dimman (3. Platz)
- 2022: Liamoo: Bluffin (4. Platz)
- 2022: Klara Hammarström: Run to the Hills (6. Platz)
- 2022: Theoz: Som du vill (7. Platz)
- 2023: Loreen: Tattoo (1. Platz)
- 2023: Marcus & Martinus: Air (2. Platz)
- 2023: Smash into Pieces: Six Feet Under (3. Platz)
- 2023: Kiana: Where Did You Go (6. Platz)
- 2023: Paul Rey: Royals (7. Platz)
- 2023: Tone Sekelius: Rhythm of My Show (12. Platz)
- 2024: Marcus & Martinus: Unforgettable (1. Platz)
- 2024: Medina: Que sera (2. Platz)
- 2024: Smash Into Pieces: Heroes are calling (3. Platz)
- 2024: Liamoo: Dragon (5. Platz)
- 2024: Maria Sur: When I’m Gone (7. Platz)
- 2025: Scarlet: Sweet N’ Psycho (7. Platz)
- 2025: Maja Ivarsson: Kamikaze Life (11. Platz)

*nur Final-Platzierungen.